# Sångboken (1998)
Sångboken är en sångbok som är utgavs 1998 av Frälsningsarmén. Boken innehåller 205 sånger och körer hämtade från Frälsningsarméns sångbok och andra sångsamlingar. Boken som innehåller de mest önskade sångerna är framtagen för att användas vid mindre samlingar och vid besök på olika hem och institutioner. Första upplagan trycktes 1996 och andra upplagan kom 1998.

## Innehåll
Nummer inom parentes anger nummer i Frälsningsarméns sångbok (1990), Sång och spel, Sjung inför Herren eller annan källa.

### Sånger
|     |                                                                                      |
| 1   | All ära till Gud (478)                                                               |
| 2   | Använd de tillfällen Herren dig giver (602)                                          |
| 3   | Av häpnad och undran jag stannar (386)                                               |
| 4   | Bereden väg för Herran (103)                                                         |
| 5   | Blott en dag → Text (249)                                                            |
| 6   | Bred dina vida vingar → Text (190)                                                   |
| 7   | De kommer från öst och väst → Text (323)                                             |
| 8   | De skall komma från öst, de skall komma från väst (676)                              |
| 9   | Den blomstertid nu kommer (199)                                                      |
| 10  | Det enda som bär när allting annat vacklar (533)                                     |
| 11  | Det finns djup i Herrens godhet (285)                                                |
| 12  | Det finns en underbar källa (331)                                                    |
| 13  | Det är ett fast ord (332)                                                            |
| 14  | Det är saligt på Jesus få tro (263)                                                  |
| 15  | Du skall inte tro att Gud dig överger (333)                                          |
| 16  | Då Jesus tog min skuld på sig (536)                                                  |
| 17  | Då vi vandra med Gud, ledda helt av hans bud (392)                                   |
| 18  | En blick på den korsfäste livet dig ger (334)                                        |
| 19  | En folkhop mot Golgata drager (729)                                                  |
| 20  | En nådastol Herren Gud oss givit (335)                                               |
| 21  | En vän jag har i Jesus (541)                                                         |
| 22  | En vänlig grönskas rika dräkt (201)                                                  |
| 23  | Fast såsom klippan är Guds löftesord (609)                                           |
| 24  | Fattiga, sorgbundna trälar (337)                                                     |
| 25  | Finns det kraft uti källan av blod (396)                                             |
| 26  | Finns här ett ångerfullt hjärta (338)                                                |
| 27  | Framåt, Kristi stridsmän! (611)                                                      |
| 28  | Framåt! Så ljuder vårt fältrop idag (612)                                            |
| 29  | Fruktar och tvivlar du ännu (339)                                                    |
| 30  | Frälsare på korsets stam (340)                                                       |
| 31  | Fyll jorden med lovsång (483)                                                        |
| 32  | Gud är trofast! Så ljöd sången (30)                                                  |
| 33  | Guds källa har vatten tillfyllest för törstande kvinnor och män (546)                |
| 34  | Guds kärlek den liknar en stor ocean (401)                                           |
| 35  | Guds kärlek har ej gräns (487)                                                       |
| 36  | Guds ord och löften kan aldrig svika (459)                                           |
| 37  | Gå, Sion, din konung att möta (108)                                                  |
| 38  | Gå till Jesus, vännen framför alla (547)                                             |
| 39  | Har du blodets kraft förnummit i din själ (341)                                      |
| 40  | Har du inte rum för Jesus (342)                                                      |
| 41  | Har du kvar din barnatro (från "100 sånger")                                         |
| 42  | Helge Ande, kom från himlen (404)                                                    |
| 43  | Hell dig, törnekrönte Konung (730)                                                   |
| 44  | Herre, med kraft ifrån höjden bekläd mig (276)                                       |
| 45  | Herre, samla oss nu alla (81)                                                        |
| 46  | Herren, vår Gud, är en konung (2)                                                    |
| 47  | Hjärtat åstundar din närhet (411)                                                    |
| 48  | Hälsa med jubel det budskap oss hunnit (736)                                         |
| 49  | Här växlar det av dagar, år (687)                                                    |
| 50  | Härlig är jorden (297)                                                               |
| 51  | Härligt nu skallar frälsningens bud (344)                                            |
| 52  | I denna ljuva sommartid (200)                                                        |
| 53  | I sitt ord oss Herren själv ett löfte giver (414)                                    |
| 54  | Jag funnit en Frälsare, mäktig och god (555)                                         |
| 55  | Jag förtröstar varje dag (557)                                                       |
| 56  | Jag giver mitt allt åt Jesus (417)                                                   |
| 57  | Jag har hört om en stad ovan molnen (690)                                            |
| 58  | Jag har hört om Herren Jesus hur han gick på stormigt hav (348)                      |
| 59  | Jag har kommit till Herrens välsignelsedal (418)                                     |
| 60  | Jag tjänar Herren Jesus (496)                                                        |
| 61  | Jag vet en port som öppen står (223)                                                 |
| 62  | Jag vet ett namn så dyrt (497)                                                       |
| 63  | Jag vill skynda fram till nådens helga flod (349)                                    |
| 64  | Jag är din, o Gud (421)                                                              |
| 65  | Jesus från Nasaret går här fram (39)                                                 |
| 66  | Jesus kan allt förvandla (350)                                                       |
| 67  | Jesus skall komma på himmelens sky (695)                                             |
| 68  | Jubla nu, mitt sälla hjärta (503)                                                    |
| 69  | Just som jag är, ej med ett strå (222)                                               |
| 70  | Klippa, du som brast för mig (230)                                                   |
| 71  | Kom med förnyelsens mäktiga dop (428)                                                |
| 72  | Kristus är uppstånden, fröjda dig, min själ (737)                                    |
| 73  | Kärlek från vår Gud (29)                                                             |
| 74  | Kärlek utan gräns och mått (671)                                                     |
| 75  | Ljuvligt och kärleksfullt Jesus hörs kalla (356)                                     |
| 76  | Låt frälsningsfanan vaja (628)                                                       |
| 77  | Låt mig få höra om Jesus (46)                                                        |
| 78  | Löftena kunna ej svika (254)                                                         |
| 79  | Med bävande hjärta jag söker dig (431)                                               |
| 80  | Medan allting ler och blommar (358)                                                  |
| 81  | Medan kärleken från korset talar (699)                                               |
| 82  | Mera om Jesus, Gud, mig lär (432)                                                    |
| 83  | Min Frälsare mig sökte på fjärran villsam stig (574)                                 |
| 84  | Min gårdag är förbi. Den gav mig visshet (575)                                       |
| 85  | Min sång skall bli om Jesus (509)                                                    |
| 86  | Nu natten svunnit, dagen grytt (581)                                                 |
| 87  | Nu vid ditt kors jag böjer mig i lydnad för ditt bud (435)                           |
| 88  | När den gyllne morgon randas klar och skön (701)                                     |
| 89  | När det en gång mot afton lider (361)                                                |
| 90  | När i egen kraft jag verkar och min tro är alltför svag (Sång och spel 637a)         |
| 91  | När invid korset jag böjde mig (584)                                                 |
| 92  | O gränslösa frälsning (226)                                                          |
| 93  | O Gud, all sannings källa (209) (alternativ melodi: 647, Stå upp, stå upp för Jesus) |
| 94  | O Gud, du klara, rena låga (436)                                                     |
| 95  | O Herre, kom, som du kom i fordom tid (437)                                          |
| 96  | O, hur saligt att få vandra (300)                                                    |
| 97  | O, jag vet ett land bortom havets vreda brus (703)                                   |
| 98  | O, sprid det glada bud (742)                                                         |
| 99  | O store Gud (11)                                                                     |
| 100 | O sällhet stor, som Herren ger (262)                                                 |
| 101 | Om du och jag kan vara vänner (673)                                                  |
| 102 | Om kors och nöd och lidande mig möter (Sjung inför Herren del 2 nr, 33)              |
| 103 | Oändlig nåd mig Herren gav (231)                                                     |
| 104 | På en avlägsen höjd (513)                                                            |
| 105 | På vägen uppåt skyndar jag (469)                                                     |
| 106 | Runt kring jorden i öster och väster du Frälsningsarmén kan få se (634)              |
| 107 | Saliga visshet, Jesus är min (259)                                                   |
| 108 | Se, jag vill bära ditt budskap, Herre (89)                                           |
| 109 | Se, löftesstjärnan står i öster (725)                                                |
| 110 | Se'n Gud till barn mig tog åt sig (514)                                              |
| 111 | Se på Jesus i växlande tider (591)                                                   |
| 112 | Ser du himlen mörkna (515)                                                           |
| 113 | Sjung, Guds folk, på pilgrimsvägen (517)                                             |
| 114 | Skynda till Jesus, Frälsaren kär (221)                                               |
| 115 | Som daggen kommer ur morgonrodnans famn (471)                                        |
| 116 | Som en härlig gudomskälla (235)                                                      |
| 117 | Stilla invid Jesu hjärta får jag vila för min själ (442)                             |
| 118 | Stor är din trofasthet (520)                                                         |
| 119 | Så tag nu mina händer (277)                                                          |
| 120 | Säg, känner du det underbara namnet (47)                                             |
| 121 | Säg, är han kommen hit till vår jord (726)                                           |
| 122 | Sänd, o Herre, en våg ifrån Golgata höjd (446)                                       |
| 123 | Tack att du, Herre, valt mig att tjäna (523)                                         |
| 124 | Tack, min Gud, för vad som varit (261)                                               |
| 125 | Tag mitt liv och helga mig (447)                                                     |
| 126 | Tala till mig, o Herre (473)                                                         |
| 127 | Till frälsningens saliga brunnar vi går (448)                                        |
| 128 | Till härlighetens höjder i tron jag ställt min färd (710)                            |
| 129 | Trots molnen på min himmel ej jag fruktan hyser (593)                                |
| 130 | Tänk, vilken underbar nåd av Gud (653)                                               |
| 131 | Under korsets fana fylkar sig Guds här (655)                                         |
| 132 | Underbar kärlek så stor (524)                                                        |
| 133 | Var dag är en sällsam gåva (180)                                                     |
| 134 | Var ej bekymrad vad än som sker (596)                                                |
| 135 | Var jag går i skogar, berg och dalar (251)                                           |
| 136 | Var stund jag dig behöver (474)                                                      |
| 137 | Vem kan mig visa vägen hem till min Faders hus (375)                                 |
| 138 | Vem som helst kan bli frälst (376)                                                   |
| 139 | Vi har ett budskap, ett enkelt budskap (Sång och spel, nr 451)                       |
| 140 | Vi talar om sällhetens land (714)                                                    |
| 141 | Vi ville vara Jesu händer som läker de slagnas sår (661)                             |
| 142 | Vi är här inför Guds ord med öppna sinnen (475)                                      |
| 143 | Vilande i löftena som Herren gav (476)                                               |
| 144 | Vilken vän vi har i Jesus (48)                                                       |
| 145 | Vill du från syndernas börda bli fri? (377)                                          |
| 146 | Vår Frälsare kom för att lösa var själ (452)                                         |
| 147 | Vår själ är fylld av heligt lov (662)                                                |
| 148 | Är det sant att Jesus är min broder (250)                                            |
| 149 | Är du bedrövad, av sorger trängd (378)                                               |
| 150 | Är du en sökande, längtande själ (379)                                               |
| 151 | Över mörka djup, invid branta stup (601)                                             |

### Körer
|     | |
| 152 | Allt har blivit nytt, mörkrets makt från mig flytt (Sjung inför Herren, del 1, nr 1)                                               |
| 153 | Allt vad jag är, allt som kan ske (Sjung inför Herren, del 2, nr 30)                                                               |
| 154 | Allting som jag har jag fått det av min Fader                                                                                      |
| 155 | Ande, du som livet ger , fall nu över mig (751)                                                                                    |
| 156 | Att bli lik Jesus , det är min längtan (790)                                                                                       |
| 157 | Den sökande finner, den bedjande får (754)                                                                                         |
| 158 | Det är lycka och frid (813) |
| 159 | Det är sång idag (814) |
| 160 | Det är underbart att gå med Gud (815)                                                                                              |
| 161 | Ditt ord är mina fötters lykta (817)                                                                                               |
| 162 | En tillflyktsort är urtidens Gud (821)                                                                                             |
| 163 | Fadershanden leder mig (822) |
| 164 | Friköpt jag är, men ej med silver (Kören(refrängen) till 538, Ej silver, ej guld har förvärvat mig frälsning)                      |
| 165 | Fäst dina ögon på Jesus (778) |
| 166 | Förr var jag blind, men nu jag ser (826)                                                                                           |
| 167 | Gud kan ännu göra under (Sjung inför Herren, del 1, nr 16A)                                                                        |
| 168 | Guds nåd är underbar (Kören till 490, Guds nåd är rik och underbar)                                                                |
| 169 | Halleluja, halleluja! Vår Herre och Gud är Kung (Sjung inför Herren, del 1, nr 20)                                                 |
| 170 | Han frälste mig, gav mig sin frid (Sjung inför Herren, del 1, nr 21)                                                               |
| 171 | Han går omkring, gör väl och hjälper alla (779)                                                                                    |
| 172 | Han lade i min mun en ny sång (833)                                                                                                |
| 173 | Han är kung, han är kung (Halleluja nr 66)                                                                                         |
| 174 | Herren är här, var inte rädda (Sjung inför Herren, del 1, nr 29)                                                                   |
| 175 | Herren är min starkhet och min lovsång (836)                                                                                       |
| 176 | Icke genom någon människas styrka eller kraft skall det ske (794)                                                                  |
| 177 | Jag behöver dig, helige Ande (758)                                                                                                 |
| 178 | Jag sjunger ut mitt lov till dig (Sjung inför Herren, del 1, nr 37)                                                                |
| 179 | Jag vill vara din i mitt hjärta (Sjung inför Herren, del 1, nr 41)                                                                 |
| 180 | Jesus, du segrat, i ära regerar på tronen i evighet (Sjung inför Herren, del 1, nr 43)                                             |
| 181 | Jesus jag vill tillhöra (846) |
| 182 | Jesus, jag vill följa dig var dag (845)                                                                                            |
| 183 | Jesus, Jesus, Jesus, skönsta namn jag vet (847)                                                                                    |
| 184 | Jesus väntar på dig (783) |
| 185 | Kom, helig Ande, rör vid mitt liv (Sjung inför Herren, del 1, nr 46)                                                               |
| 186 | Lova Herren, min själ (851) |
| 187 | O, min Jesus, du är Herre (Sjung inför Herren, del 1, nr 76)                                                                       |
| 188 | Och det skall ske att vem som helst av Herren nåd begär (784) (Refr. till nr 597 i Psalmer och sånger, Vad än dig möter, käre vän) |
| 189 | Sjung inför Herren av hela ditt hjärta (Sjung inför Herren, del 1, nr 65)                                                          |
| 190 | Sällt det folk som jubelklangen förstår (865)                                                                                      |
| 191 | Sörj ej för dagar som kommer, lämna den flyende tid (866)                                                                          |
| 192 | Vad jag älskar ditt tempel (Sjung inför Herren, del 1, nr 63)                                                                      |
| 193 | Vi ber alla om din frälsning (Sjung inför Herren, del 2, nr 8)                                                                     |
| 194 | Vi är Kristi sändebud (Sjung inför Herren, del 1, nr 49)                                                                           |
| 195 | Vår värld för Gud! (870) |
| 196 | Vi ser ganska lika ut, vi har samma far! (Profilhäfte nr 3)                                                                        |
| 197 | Du är Guds tempel och Guds ande bor i dig (Profilhäfte nr 3)                                                                       |
| 198 | Här är jag till ditt förfogande (Sjung inför Herren, del 2, nr 4)                                                                  |
| 199 | Ge honom ära och tillbe vår Konung (Sjung inför Herren, del 2, nr 11)                                                              |
| 200 | I din närhet har jag vila (Sjung inför Herren, del 2, nr 14)                                                                       |
| 201 | Majestät, ära och majestät tillhör Jesus (Sjung inför Herren, del 2, nr 13)                                                        |
| 202 | Vi står nu på helig mark (Sjung inför Herren, del 2, nr 41)                                                                        |
| 203 | Jesus, du är konung mitt ibland oss (Sjung inför Herren, del 2, nr 42)                                                             |
| 204 | Välkommen till denna plats (Sjung inför Herren, del 2, nr 43)                                                                      |
| 205 | Mitt hjärta flödar över av sköna ord jag säger (Sjung inför Herren, del 2, nr 50)                                                  |